# Rocade de Vitré
La rocade de Vitré est une route de deux voies qui permet le contournement de la ville de Vitré en un cercle incomplet sur son cinquième est. Le tracé est en effet interrompu par le passage de la voie ferrée et le cours de la Vilaine marqué par une zone humide où est captée une partie de l'eau potable de Vitré Communauté. Sa longueur est de 9 km.

## Historique
L'aménagement du boulevard circulaire est réalisé au cours des années 1980 afin de pallier l'augmentation du trafic dans une ville alors en pleine explosion démographique. En mars 1988, la majeure partie de la rocade est ouverte à la circulation, tandis que la section la plus septentrionale est achevée en 1998. Au même titre que le déménagement du centre hospitalier d'un monastère Saint-Nicolas vieillissant vers un complexe nouveau, la construction de cet ensemble routier est un symbole de la modernisation et de l'expansion nouvelle de Vitré sous la mandature de Pierre Méhaignerie après que la ville, relativement restée étrangère aux Trente Glorieuses, a connu un certain marasme économique dans les décennies suivant la Libération. 

## Itinéraire
- Nord-est :  Carrefour giratoire entre D179 et D777 vers Ernée

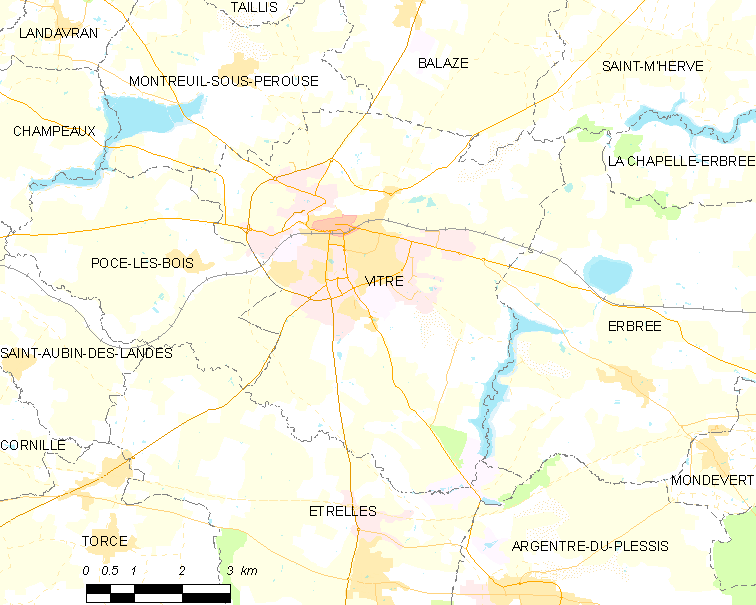
Carte de la rocade et du réseau routier sur Vitré

- Nord :  Carrefour giratoire entre D179 et D178  vers Châtillon-en-Vendelais, Fougères
- Nord-ouest :   Carrefour giratoire entre D178 et D794 vers Val d'Izé, Saint-Aubin du Cormier et l'Autoroute A84
- Ouest : RD 857 vers Châteaubourg, Rennes
- Sud-ouest :  Carrefour giratoire entre D178 et D777 vers Louvigné-de-Bais, la Route nationale 157, Janzé
- Sud :  Carrefour giratoire entre D8572 et D178 vers Étrelles, La Guerche-de-Bretagne
- Est :  Carrefour giratoire entre D8572 et D857 vers l'Autoroute A81, Laval

## Projet de nouveau contournement

### Chronologie
En Novembre 2018, le département d'Ille-et-Vilaine lance une concertation pour faire un nouveau contournement de Vitré.
Le projet a donné lieu à plusieurs temps de concertations : 
- Du 12 novembre au 12 décembre 2018
- Du 21 mai au 21 juin 2019
- Du 5 octobre au 11 novembre 2020

En avril 2021, le Président du conseil départemental d'Ille-et-Vilaine, Jean-Luc Chenut indique à la presse "On n’est pas au stade du vote : on fait, ou on ne fait pas."
A l'issue des élections départementales de juin 2021, le Président du conseil départemental d'Ille-et-Vilaine annonce l'arrêt des projets de rocades de Vitré, Châteaubourg et Fougères.

### Financement
Les études du projet sont financées à 50 % par le département d'Ille-et-Vilaine, 25 % par la mairie de Vitré et 25 % par Vitré Communauté.
En février 2021, la maire de Vitré Isabelle Le Callennec dit dans la presse "« J’apprends dans un hebdomadaire que la Ville de Vitré ou Vitré communauté aura peut-être une partie à prendre en charge financièrement. C’est nouveau ! Cela ne nous a jamais été annoncé ».

### Objectif
Les porteurs du projet (Conseil départemental d'Ille-et-Vilaine, la Communauté d’Agglomération Vitré Communauté et la Ville de Vitré) indiquent la nécessité de ce contournement pour : 
- renforcer la liaison Pays de la Loire/Normandie
- améliorer les déplacements du sud vers le nord de la commune
- assurer une desserte adaptée des zones d’activités qui se développent à l’est de l’agglomération

### Critique du projet

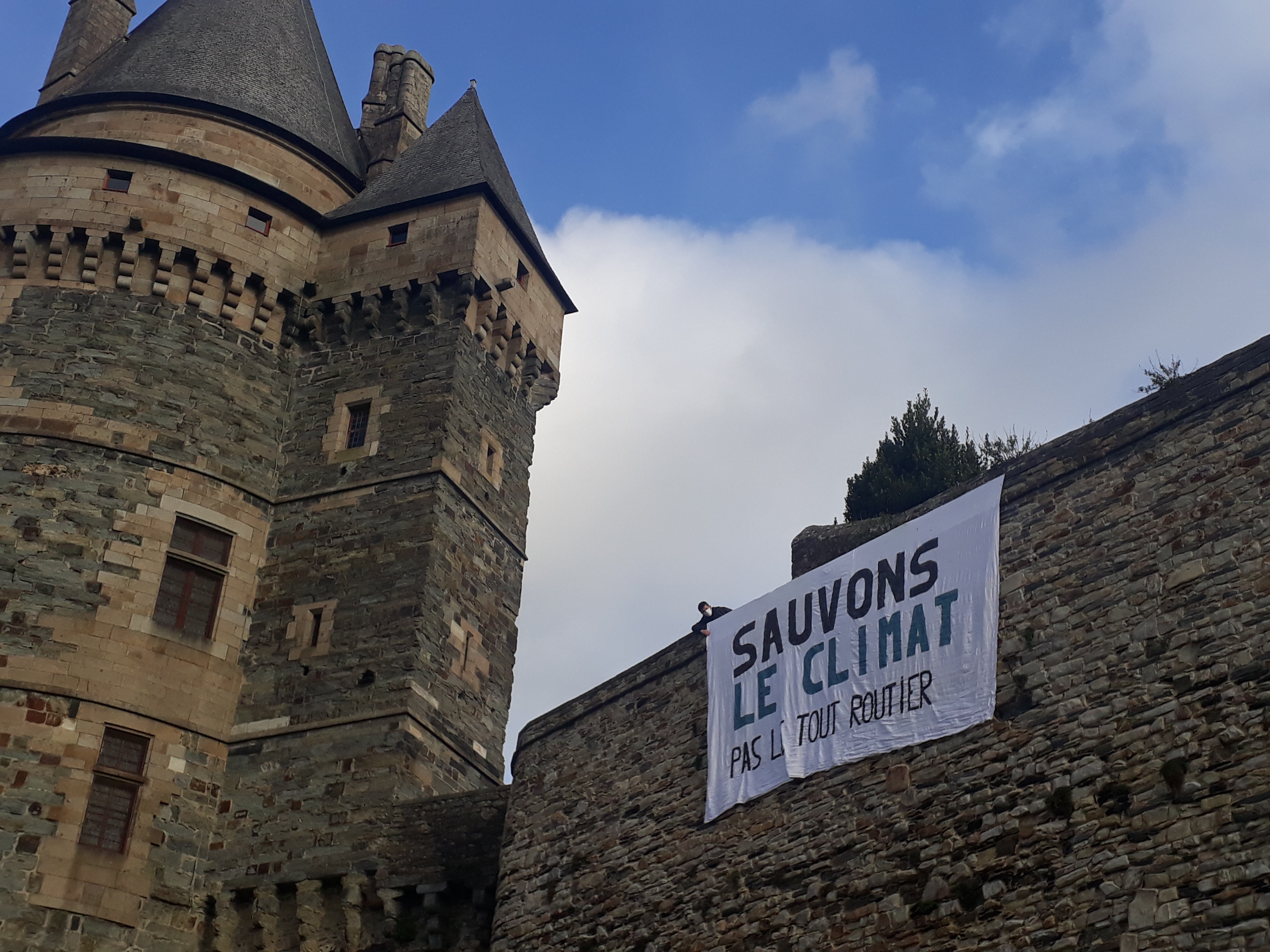
Banderole sur le château de Vitré

En avril 2021, le sénateur Daniel Salmon interpelle la Ministre Barbara Pompili via les questions au gouvernement, rappelant que de "nombreuses voix s'élèvent quant à l'efficacité de ce contournement au regard des objectifs affichés".
Le projet a donné lieu à des alertes d'associations environnementales, de riverains et d'agriculteurs. Qui serait une menace :
- captage d'eau potable du Pont Billon[11].
- dégradation du paysage et incompatibilité avec l'AVAP protégeant la Vallée de la Vilaine[12].
- impact climatique et sur les espèces protégées[13].